# Ca la Bona Mossa
Ca la Bona Mossa és una masia catalogada com a monument del municipi de Dosrius (Maresme) inclòs en l'Inventari del Patrimoni Arquitectònic Català.

## Descripció
Masia d'estructura clàssica de teulada amb vessants als laterals, que dibuixa un frontó a la façana principal. En aquesta façana hi ha un rellotge de sol, un portal rodó d'onze dovelles i un altre, de més petit, de llinda recta. Sobre cada porta se situen dues finestres gòtiques del tipus conopial, pròpies del segle xvi amb l'espitllera posada entre l'ampit i la clau de la dovella del portal.
Situada al centre del poble, és una casa petita i senzilla, dividida en dos cossos perpendiculars a la façana, formant dos habitacles. La planta baixa, amb un cos de 7,50 X 5 m, és on es fa vida. Hi ha l'entrada, la sala-cuina amb llar de foc, aigüera i mobles, menjador i l'escala que puja al pis. En aquest pis hi ha els dormitoris.